# Scandicus
Lo scandicus (dal latino scandere, innalzarsi) ed il salicus (dal latino salire, balzare) sono dei neumi utilizzati nella notazione del canto gregoriano.

Entrambi sono un gruppo di tre note ascendenti che non vengono distinti nella notazione vaticana. Nella neografia quadrata dell'edizione di Solesmes, il salicus si distingue da un episema verticale sulla seconda nota.

## Forme grafiche differenti
Nella notazione vaticana, questo neuma si nota sia come un punctum che precede un podatus , sia come un podatus che precede una virga , seguendo una rappresentazione che permette di ottenere una forma legata. Normalmente viene utilizzata la prima forma, ma quando i due intervalli sono di una terza o superiore, cosa piuttosto rara, viene impiegata la seconda.

## Origine
La forma corsiva sangallese  corrisponde ad una virga preceduta da due punctum (o più di due), cioè una virga praepunctis, e la sua rappresentazione etimologica dovrà essere . L'etimologia mostra bene che le due prime note sono note di preparazione, solitamente leggere e ciò che riceve l'accentuazione ed è importante è l'apice melodico.
I punctum possono essere sostituiti da tractulus , ciò che denota una salita episemata, dunque più ampia. Questi episemi non sono mai ritrascritti dalle edizioni di Solesmes.

## Interpretazione
L'interpretazione non pone affatto problemi: l'accento melodico del neuma è evidentemente sulla terza nota che va dunque rinforzata con un accento di intensità.
Le due prime note sono praticamente note di ornamento. La prima non deve ricevere accenti d'attacco, eccetto ben inteso se la sua posizione nella frase melodica lo giustifica altrimenti: quando il neuma è un inizio d'inciso, o quando la prima nota corrisponde ad una ripresa di un movimento melodico già ascendente.
La terza nota rappresenta il polo forte di questo neuma. La sua durata dipende dal seguito della melodia, ma generalmente è piuttosto "piena" in opposizione alle due che la precedono.